# واهان مخیتاریان (شناگر)
واهان مخیتاریان (ارمنی: Վահան Մխիթարյան؛ زادهٔ ۱۶ اوت ۱۹۹۶ در ایروان) یک شناگر اهل ارمنستان است که در رشته شنای ۵۰ متر آزاد مردان در بازی‌های المپیک تابستانی ۲۰۱۶ به رقابت پرداخت.